# Okręg Arras
Okręg Arras (fr. Arrondissement d’Arras) – okręg w północnej Francji. Populacja wynosi 251 tysięcy.

## Podział administracyjny
W skład okręgu wchodzą następujące kantony:
- Arras-Nord,
- Arras-Ouest,
- Arras-Sud,
- Aubigny-en-Artois,
- Auxi-le-Château,
- Avesnes-le-Comte,
- Bapaume,
- Beaumetz-lès-Loges,
- Bertincourt,
- Croisilles,
- Dainville,
- Heuchin,
- Marquion,
- Pas-en-Artois,
- Saint-Pol-sur-Ternoise,
- Vimy,
- Vitry-en-Artois.